# یهودیت ارتدکس

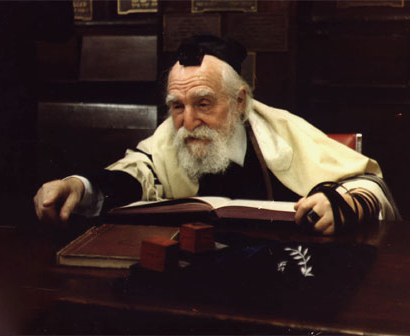
خاخام موشه فینشتاین، یک مقام آمریکایی ارتدوکس‌های قرن بیستم

یهودیت ارتدکس یکی از شاخه‌های اصلی یهودیت است که بر تفسیر آموزه‌ها و متون مذهبی تأکید دارد. به همین دلیل مذهب ارتدوکس بیشترین شباهت را به دین و آموزه‌های اسلام دارد. یهودیت ارتدکس سختگیرانه تر از بقیه شاخه‌های یهودیت است. اغلب پیروان آن، تلمود و متون خود را از جانب خدا می‌دانند و بیشتر به آن رجوع می‌کنند.

## شمار پیروان
در سال ۲۰۰۱، طبق آمار، یهودیان ارتدکس و یهودیان وابسته به کنیسه ارتدکس، در حدود ۲۵ درصد از جامعه یهودیان اسرائیل (حدود یک و نیم میلیون نفر)، ۲۷ درصد از جامعه یهودیان ایالات متحده (۵۲۹ هزار نفر) و ۷۰ درصد از جامعه یهودیان بریتانیا را تشکیل داده‌اند. پیروان این آیین باید موارد زیر را قول دهند:
- مرتکب قتل نشوند.
- مرتکب شرک نشوند. (به پرستش بتها نپردازند)
- در برخی از شیوه‌های جنسی که در کتاب مقدس ممنوع شده‌است، شرکت نکنند.
- یهودیان نباید در روز شبات کار کنند.
- فقط باید چیزهای خاصی مصرف کنند. (مثلاً شراب ننوشند)
- طهارت کنند.
- خیانت نکنند و روابط جنسی را محدود کنند.
- ختنه برای مردان.[۱]